# Mnemosyne consoleae
Mnemosyne consoleae är en insektsart som beskrevs av Van Stalle 1987. Mnemosyne consoleae ingår i släktet Mnemosyne och familjen kilstritar. Inga underarter finns listade i Catalogue of Life.